# Orgue de la parròquia de Sant Jaume
L'orgue de la Parròquia de Sant Jaume és un orgue situat a la parròquia de Sant Jaume de Palma.

## Església
L'església de Sant Jaume, és al costat de l'església de Santa Eulàlia, Sant Miquel, i la Santa Creu, una de les quatre parròquies més antigues de Palma. El nom d'aquesta parròquia, ve del sant patró, el rei Jaume I el Conquistador.
L'església, a més, és un clar exemple de l'arquitectura gòtica mallorquina.
L'any 1776, el portal va haver de ser refet per l'escultor mallorquí Miquel Tomàs, que el va decorar amb peces de rocalla i un bust de Santiago Apòstol. Compta amb sis trams de volta amb capelles laterals de planta rectangular que donen accés a la planta presbiteral. La fàbrica no ha tingut remodelacions posteriorment.

## Història
La primera notícia d'un orgue en aquesta parròquia data de l'any 1510 al contracte entre l'Abat de la Real i l'orguener Esteve Santxo per fer un orgue per la dita església.
El 15 d'agost de l'any 1520, es firma el contracte entre els obrers de la parròquia i el mateix Esteve Santxo per elegir-lo conservador i restaurador, amb un sou de dos ducats venecians a l'any.
A la visita del bisbe Arnedo l'any 1562, Bartomeu Veny posseïa el benefici de l'orgue amb dotat amb 12 lliures.
L'any 1582 mor l'organista beneficiat Miquel Puigserver, prevere i l'any 1634, quan el prevere Joan Mesquída certifica que li va ser conferit el benefici de l'orgue sense saber tocar-lo ni abans ni en aquest moment, i ho havia fet mitjançant una altra persona.
L'any 1664, el doctor Miquel Bauçà, de Valldemossa, pretenia el benefici de l'orgue fundat pels seus avantpassats.
El 7 de novembre de l'any 1693, l'organista titular era Joan Font, i tenia com a organista suplent a Sebastià Ribot, acòlit, de trenta anys.
Segons algunes fonts no gaire precises, els germans Caymari construïren un altre orgue a finals del segle xvii. Aquest sembla que seria l'instrument que fou traslladat l'any 1835 a la parròquia de Costitx.
A mitjans de l'any 1834, Antoni Portell va signar un contracte per fer un nou orgue. La construcció d'aquest, fou supervisada per Miquel Tortell (organista de la Seu), i Miquel Font (Organista de Sant Jaume).
El dia 4 de febrer de l'any 1864, el "Diario de Mallorca" anotava: "Pocos días hace hemos visto colocado el nuevo órgano de la iglesia parroquial de San Jaime de esta capital, y su elegante figura y el sonido de sus voces, particularmente la que imita el canto humano, son del agrado de los inteligentes".
L'any 1865 va morir el prevere Antoni Vanrell, franciscà exclaustrat, organista d'aquesta parròquia.
Fou entre febrer i juliol de l'any 1979 quan es va dur a terme una malhaurada restauració d'aquest instrument per Antonio Azipiazu, que amb l'excusa de dotar a l'orgue de pedaler, va prescindir de la cadireta, convertint-la en interior, cosa que va complicar molt la seva mecànica i a més a més, va impossibilitar la seva afinació.
L'any 2003, Pere Reynés va ser l'encarregat de restaurar-lo, restituint la cadireta al lloc original i completant alguns registres.

## Descripció

### Estat actual i descripció de la consola
L'orgue està situat sobre la capella lateral de l'esquerra.
L'estat de dit instrument després de l'última restauració és bo i s'utilitza de manera freqüent.
L'instrument disposa de 2 teclats de 54 notes (C- f''') amb partició h/c' i pedaler de 30 notes (C- f').
| PEDALER:    |
| ----------- |
| Contres 16' |
| Contres 8'  |

| ORGUE MAJOR:                  |
| ----------------------------- |
| MÀ ESQUERRA/ MÀ DRETA         |
| Flautado 16' / Flautado 16'   |
| Flautado 8' / Flautado 8'     |
| Principal 8' / Principal 8'   |
| Violón / Violón               |
| Gamba 8' / Gamba 8'           |
| Celeste 8' / Celeste 8'       |
| Octavo (sic) / Octavo (sic)   |
| Quincena / Quincena           |
| Decinovena / Decinovena       |
| Lleno / Lleno                 |
| Nazardos / Corneta            |
| Trompeta Real / Trompeta Real |
| Bajoncillo / Trompeta Magna   |
| Violeta / Clarín              |

| CADIRETA                  |
| ------------------------- |
| MÀ ESQUERRA / MÀ DRETA    |
| Violón 8' / Violón 8'     |
| Octavo 4' / Octavo 4'     |
| Quincena 2' / Quincena 2' |
| Flauta 2' / Flauta 2'     |
| Cimbalet / Cimbalet       |
| Nazardo / Corneta Aguda   |
| Fagot / Oboe              |
| /Veu humana               |